# Tor Isedal

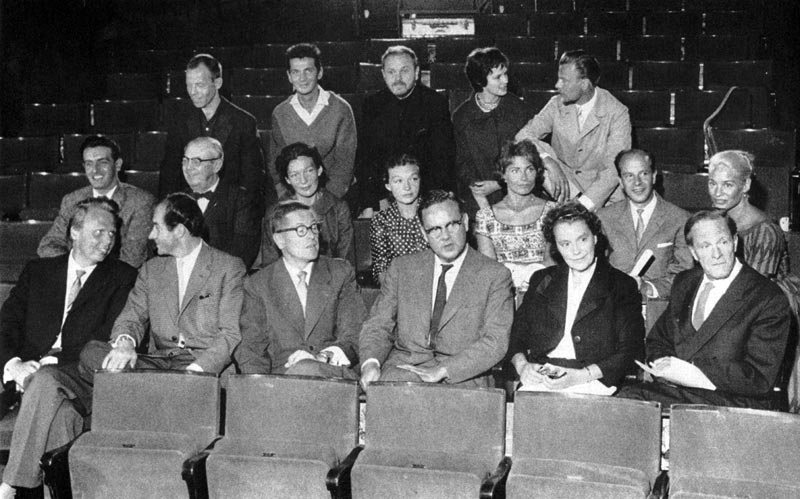
Isedal (mittenraden, längst till vänster) tillsammans med TV-teaterensemblen 1959/1960.

Tor Edvard Isedal, ursprungligen Carlsson, född 20 juli 1924 i Borgs församling, Norrköping, död 18 februari 1990 i Torö församling, Nynäshamn, var en svensk skådespelare.

## Biografi
Isedal utbildade sig till dekoratör innan han började som skådespelare. Via IOGT:s amatörverksamhet kom han i kontakt med Tjadden Hällström och började spela i hans revyer. I slutet av 1940-talet kom han till Stockholm där han utbildade sig vid Axel Witzanskys teaterskola 1949–1950. Han gjorde även flera försök att komma in på Dramatens elevskola, men misslyckades.
Tillsammans med Allan Edwall, som han träffat under teaterskoleåren, spelade han under det tidiga 1950-talet bland annat avantgarde-teater vid Teatern i Gamla stan, där han bland annat gjorde huvudrollen i Woyzeck 1953. Han engagerades vid  Folkteatern i Göteborg 1955–1956 och kom 1957 till Malmö stadsteater. Vid den sistnämnda kom han i kontakt med Ingmar Bergman som gav honom en av hans mest kända filmroller som en av våldtäktsmännen i Jungfrukällan (1960). Ungefär samtidigt engagerades han vid TV-teatern och tillhörde dess första ensemble säsongen 1959–1960. Åren 1964–1966 var han vid Stockholms stadsteater, en scen han skulle återvända till vid ett flertal tillfällen. Senare spelade han vid scener som Per Simon Edströms Arenabåten och Riksteatern.
Isedal fick med sitt mörka, dystra och fårade ansikte och lite rossliga röst ofta gestalta skurkaktiga typer. Han spelade också ofta vanliga jobbare till exempel i TV-versionen av Söderkåkar (1970) och Hedebyborna (1978, 1980 och 1982). Det var heller inte ovanligt att han på ett övertygande sätt gestaltade mer eller mindre försupna karaktärer som t.ex. Lasse i Söderkåkar och Ölund i Ett resande teatersällskap. I TV-serien Spanarna (1983) gjorde han en luggsliten och varmhjärtad kriminalspanare. Han spelade även Joe Hill i TV-filmen Mannen som aldrig dog (1970). Han var därtill känd för att behärska monologer och ett paradnummer var hans tolkning av Eugene O'Neills Hughie. Mot slutet av sin karriär gjorde han rollen som "Stråholmaren" i S.O.S. - En segelsällskapsresa (1988).

### Familj
Tor Isedal var son till sjökapten Elis Carlsson och hustrun Ingeborg, född Johansson. 
Han var gift med Kerstin Isedal, åren 1957–1970 med Marie Hedeholm, och från 1977 med Eva Kars, född Skoglund. Han är far till Per Isedal, Ola Isedal, Pernilla Isedal och Peter Isedal.

## Filmografi
| År        | Titel                                   | Notering         |
| --------- | --------------------------------------- | ---------------- |
| 1950      | Askungen                                | Omdubbning, 1967 |
| 1952      | Hon kom som en vind                     |                  |
| 1953      | Barabbas                                |                  |
| 1953      | Vägen till Klockrike                    |                  |
| 1954      | Karin Månsdotter                        |                  |
| 1954      | Flicka utan namn                        |                  |
| 1955      | Den underbara lögnen                    |                  |
| 1957      | Det sjunde inseglet                     |                  |
| 1958      | Rabies                                  |                  |
| 1959      | Måsen                                   |                  |
| 1959      | Skuggornas klubb                        |                  |
| 1959      | Oväder på Sycamore Street               |                  |
| 1959      | Åke och hans värld                      |                  |
| 1960      | Antigone                                |                  |
| 1960      | Björnen                                 |                  |
| 1960      | Diana går på jakt                       |                  |
| 1960      | En löskekarl                            |                  |
| 1960      | Jungfrukällan                           |                  |
| 1960      | Slå nollan till polisen                 |                  |
| 1960      | Spökhotellet                            |                  |
| 1961      | Dacke                                   |                  |
| 1961      | Eurydike                                |                  |
| 1961      | Frisöndag                               |                  |
| 1961      | Fru Inger til Østråt                    |                  |
| 1961      | Stöten                                  |                  |
| 1962      | En nolla för mycket                     |                  |
| 1962      | Halsduken                               | TV-serie         |
| 1962      | Siska                                   |                  |
| 1962      | Vaxdockan                               |                  |
| 1962      | Vita frun                               |                  |
| 1963      | Ett drömspel                            |                  |
| 1963      | Kurragömma                              |                  |
| 1964      | Bröllopsbesvär                          |                  |
| 1964      | Dansen kring Guldbaggen                 |                  |
| 1964      | Är du inte riktigt klok?                |                  |
| 1965      | Morianerna                              |                  |
| 1966      | Adamsson i Sverige                      |                  |
| 1966      | Hotet                                   |                  |
| 1966      | Nalle Puh på honungsjakt                | Dubbning         |
| 1966      | Ormen                                   |                  |
| 1966      | Tartuffe                                |                  |
| 1967      | Asterix och hans tappra galler          | Dubbning 1972    |
| 1967      | Djungelboken                            | Dubbning         |
| 1967      | Drottningens juvelsmycke                | TV-serie         |
| 1967      | En sån strålande dag                    |                  |
| 1967      | Glasmenageriet                          |                  |
| 1967      | Roseanna                                |                  |
| 1968      | Asterix och Kleopatra                   | Dubbning 1971    |
| 1968      | Bombi Bitt och jag                      | TV-serie         |
| 1968      | Hönssoppa med korngryn                  |                  |
| 1968      | Komedi i Hägerskog                      |                  |
| 1968      | Markurells i Wadköping                  |                  |
| 1968      | Nalle Puh och den stormiga dagen        | Dubbning         |
| 1968      | Påsk                                    |                  |
| 1968      | Repetitionen                            |                  |
| 1968      | Rätt man                                | TV-teater        |
| 1969      | Biprodukten                             |                  |
| 1969      | Kameleonterna                           |                  |
| 1969      | Solens barn                             |                  |
| 1969      | Vårdaren                                |                  |
| 1969      | Åsa-Nisse i rekordform                  |                  |
| 1970      | Kyrkoherden                             |                  |
| 1970      | Pippi Långstrump på de sju haven        |                  |
| 1970      | Söderkåkar                              | TV-serie         |
| 1971      | Avbilden                                |                  |
| 1971      | Dagmars heta trosor                     |                  |
| 1971      | Exponerad                               |                  |
| 1971      | Gunghästen                              |                  |
| 1971      | Midsommardansen                         |                  |
| 1972      | Agaton Sax och bröderna Max             |                  |
| 1972      | Barnen i höjden                         | TV-serie         |
| 1972–1973 | Ett resande teatersällskap              | TV-serie         |
| 1973      | Levande bilder                          |                  |
| 1974      | Erik XIV                                |                  |
| 1974      | Nalle Puh och den skuttande tigern      |                  |
| 1975      | I död mans spår                         |                  |
| 1975      | Justine och Juliette                    |                  |
| 1975      | Lejonet och jungfrun                    |                  |
| 1975      | Nisse och Greta                         | TV-serie         |
| 1975      | Sängkamrater                            |                  |
| 1975      | Tjocka släkten                          | TV-serie         |
| 1976      | Predikare-Lena                          |                  |
| 1976      | Scapins rackartyg                       |                  |
| 1977      | Vem var Dracula?                        | berättarröst     |
| 1977      | Victor Frankenstein                     |                  |
| 1978      | Hedebyborna                             | TV-serie         |
| 1979      | Bröllopsgåvan                           |                  |
| 1979      | Godnatt, jord                           | TV-serie         |
| 1980      | Och skeppets namn var Gigantic...       |                  |
| 1981      | Skärp dig, älskling!                    | TV-serie         |
| 1983      | Mäster Olof                             | TV-serie         |
| 1983      | Spanarna                                | TV-serie         |
| 1984      | Se upp för sjöjungfrur                  |                  |
| 1986      | Bödeln och skökan                       |                  |
| 1986      | Ulme                                    | TV-serie         |
| 1987-1988 | Ducktales (Guld-Ivar Flinthjärta, röst) | TV-serie         |
| 1987      | Mälarpirater                            |                  |
| 1987      | Mio, min Mio (riddar Kato, röst)        | Dubbning         |
| 1988      | SOS – en segelsällskapsresa             |                  |
| 1989      | Hassel – Offren                         |                  |
| 1990      | Från de döda                            |                  |
| 1990      | Kära farmor                             | TV-serie         |
| 1990      | Smash                                   | TV-serie         |
| 1991      | Tre kärlekar                            | TV-serie         |

## Teater

### Roller (ej komplett)
| År   | Roll                   | Produktion                                                                       | Regi                | Teater                         |
| ---- | ---------------------- | -------------------------------------------------------------------------------- | ------------------- | ------------------------------ |
| 1953 | Clas Henrik Juden      | Drottningens juvelsmycke Carl Jonas Love Almqvist                                | Bengt Lagerkvist    | Teatern i Gamla stan           |
| 1953 | Woyzeck                | Woyzeck Georg Büchner                                                            | Bengt Lagerkvist    | Teatern i Gamla stan           |
| 1953 | Macbeth                | Macbeth William Shakespeare                                                      | Arne Forsberg       | Teatern i Gamla stan           |
| 1955 | Medverkande            | Club 13:s nojsfält, revy Gösta Severin                                           | Göte Arnbring       | Nya Teatern                    |
| 1957 |                        | Den girige (L'Avare ou l'École du mensonge) Moliére                              | Tore Karte          | Fredriksdalsteatern            |
| 1957 |                        | Underbara människor (The Beautiful People) William Saroyan                       | Yngve Nordwall      | Malmö stadsteater              |
| 1957 |                        | Eurydike (Eurydice) Jean Anouilh                                                 | Lars-Levi Læstadius | Malmö stadsteater              |
| 1957 |                        | Rödbetan (Patate) Marcel Achard                                                  | Yngve Nordwall      | Malmö stadsteater              |
| 1957 | Acaste                 | Misantropen (Le misanthrope) Molière                                             | Ingmar Bergman      | Malmö stadsteater              |
| 1958 |                        | Herr Mississippis äktenskap (Die Ehe des Herrn Mississippi) Friedrich Dürrenmatt | Lars-Levi Læstadius | Malmö stadsteater              |
| 1958 |                        | Boboll (Bobosse) André Roussin                                                   | Lars-Levi Læstadius | Malmö stadsteater              |
| 1958 | Siebel                 | Ur-Faust Johann Wolfgang von Goethe                                              | Ingmar Bergman      | Malmö stadsteater              |
| 1958 | Ola i Gyllby           | Värmlänningarna Fredrik August Dahlgren och Andreas Randel                       | Ingmar Bergman      | Malmö stadsteater              |
| 1959 |                        | Amphitryon Molière                                                               | Lars-Levi Læstadius | Malmö stadsteater              |
| 1960 | Ivan Ivanovitj Njuchin | Om tobakens skadlighet (О вреде табака, O vredye tabaka) Anton Tjechov           | Tom Dan-Bergman     | Lilla Teatern                  |
| 1961 | Tranio                 | Så tuktas en argbigga (The Taming of the Shrew) William Shakespeare              | Per Gerhard         | Vasateatern                    |
| 1961 | Tybalt                 | Romeo och Julia (The Tragedy of Romeo and Juliet) William Shakespeare            | Frank Sundström     | Uppsala stadsteater            |
| 1962 | Löjtnant Svält         | Karl XII August Strindberg                                                       | Frank Sundström     | Uppsala stadsteater            |
| 1962 |                        | Kassabrist Vilhelm Moberg                                                        | Johan Bergenstråhle | Uppsala stadsteater            |
| 1963 | Medverkande            | Brecht on Brecht George Tabori                                                   | Jackie Söderman     | Lilla Teatern                  |
| 1963 | Medverkande            | Cranks John Cranko                                                               | Jackie Söderman     | Lilla Teatern                  |
| 1964 | Macheath               | Tolvskillingsoperan (Die Dreigroschenoper) Kurt Weill och Bertolt Brecht         | Hans Dahlin         | Stockholms stadsteater         |
| 1965 | Vaktchefen             | Buren (The Brig) Kenneth Brown                                                   | Sten Lonnert        | Stockholms stadsteater         |
| 1966 | Rédillon               | Fruar på vift (Le dindon) Georges Feydeau                                        | Etienne Glaser      | Stockholms stadsteater         |
| 1971 | Medverkande            | Oh! Calcutta! Kenneth Tynan                                                      | Hans Bergström      | Folkan                         |
| 1974 | Petrucchio             | Så tuktas en argbigga (The Taming of the Shrew) William Shakespeare              | Lennart Kollberg    | Riksteatern                    |
| 1974 |                        | Mina sånger de ska leva Mikis Theodorakis                                        | Pi Lind             | Nya Komediteatern/ Riksteatern |
| 1978 | Frid                   | Sommarnattens leende (A Little Night Music) Stephen Sondheim och Hugh Wheeler    | Stig Olin           | Folkan                         |
| 1979 |                        | En man för mycket (Move over, Mrs Markham) Ray Cooney och John Chapman           | Klaus Pagh          | Folkan                         |
| 1979 | Rooster                | Annie Charles Strouse, Thomas Meehan och Martin Charnin                          | Stig Olin           | Folkan                         |
| 1982 | Max Detweiler          | Sound of Music Richard Rodgers och Oscar Hammerstein II                          | Stig Olin           | Folkan                         |
| 1983 |                        | Snövit och de sju dvärgarna Beppe Wolgers                                        | Stig Olin           | Folkan                         |
| 1986 | Pappa Erik             | Ringo Birgitta Götestam, Göran Arnberg och Magnus Fermin                         | Birgitta Götestam   | Göta Lejon                     |
| 1987 | Candy                  | Möss och människor (Of Mice and Men) John Steinbeck                              | Fred Hjelm          | Stockholms stadsteater         |
| 1989 | Baylor                 | Den stora lögnen (A lie of the mind) Sam Shepard                                 | Jan Håkanson        | Stockholms stadsteater         |

## Radioteater

### Roller
| År   | Roll                       | Produktion                         | Regi            |
| ---- | -------------------------- | ---------------------------------- | --------------- |
| 1960 | Ivan Petrovitj Rogov       | Han som sålde sin fru David Tutaev | Staffan Aspelin |
| 1960 | Holgersson, en skogvaktare | Jons födelsedag Inge Johansson     | Helge Hagerman  |
| 1961 | Erik Holm                  | Ur askan i elden Folke Mellvig     | Börje Mellvig   |